# 徐申 (崑山)
徐申（？—？），字周翰、南川，號緩齋，南直隸蘇州府崑山縣人，民籍，明朝政治人物。

## 生平
弘治十七年（1504年）甲子科應天鄉試舉人。嘉靖元年（1522年）授蘄水縣知縣，調上饒縣知縣，升刑部主事，十二年（1533年）建昌侯張延齡繫獄，徐申上奏刑部尚書聶賢、兵部尚書唐龍援議貴議親例，以慰張延齡姊孝成敬皇后之心，當時劉東山亦繫獄，上告張延齡有不軌意圖，明世宗大怒，命逮捕相關刑部主事包括徐申共三十七人予詔獄，後被廷杖並貶謫外任，十八年降任湖州府推官，十九年升刑部主事，徐申不到任而致仕歸里。有曾孫徐應聘。

## 延伸阅读
[在维基数据编辑]
 《明史卷二百〇七》，出自《明史》
 《新唐書·卷143》，出自《新唐書》

| 官衔          | 官衔                                  | 官衔        |
| ------------- | ------------------------------------- | ----------- |
| 前任： 趙應祥 | 明朝湖州府推官 嘉靖十八年－嘉靖十九年 | 繼任： 褚寶 |